# Itália nos Jogos Olímpicos de Inverno de 1960
A Itália competiu nos Jogos Olímpicos de Inverno de 1960, realizados em Squaw Valley, Estados Unidos.